# Gymnothorax pictus
La murena dipinta (Gymnothorax pictus (Ahl, 1789)) è un pesce osseo marino appartenente alla famiglia Muraenidae, diffuso nelle lagune delle barriere coralline e nelle pozze di marea dell'Indo-Pacifico tropicale.

## Descrizione
L'aspetto generale è quello comune alle murene. La colorazione è fondamentalmente bianca alla base, con una fittissima puntinatura nera distribuita lungo tutto il corpo, capo compreso. Il corpo è anche decorato da disegni concentrici, formati dai puntini neri. La caratteristica che contraddistingue questa specie è la fitta maculatura nera che continua anche nell'occhio. È una murena di dimensioni medio-piccole, e raggiunge raramente i 140 cm di lunghezza.

## Distribuzione e habitat
G. pictus è una murena ad ampia distribuzione; si trova comunemente nelle acque marine tropicali dell'Indo-Pacifico e delle isole del Pacifico orientale tropicale.

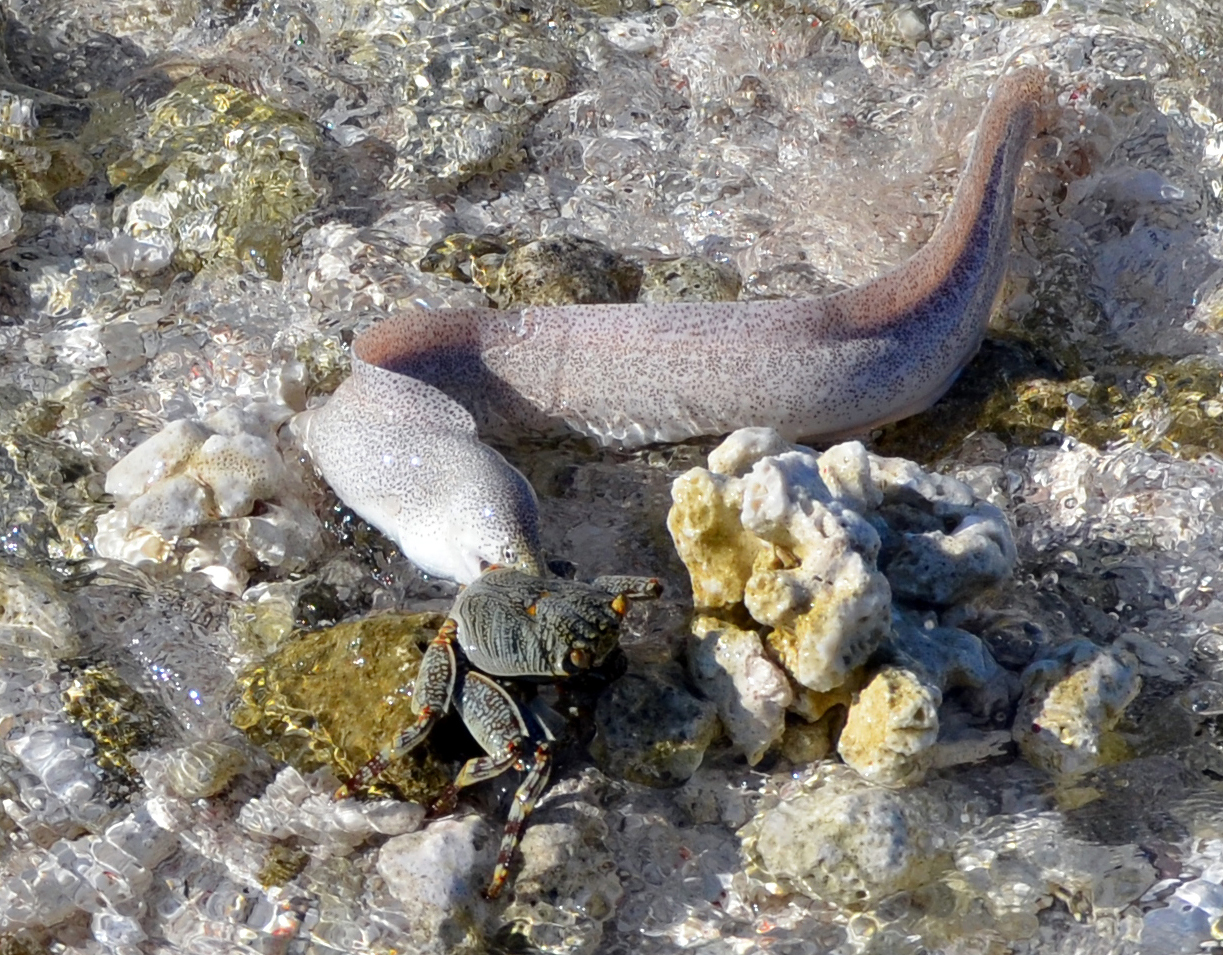
Le prede più comuni di G. pictus sono i granchi, che cattura abilmente nelle pozze di marea

Può anche essere trovata in acque molto basse sulle coste tropicali e nelle lagune delle barriera coralline, ed è molto frequente soprattutto nelle pozze di marea, dove si è adattata a vivere alla perfezione.

## Biologia

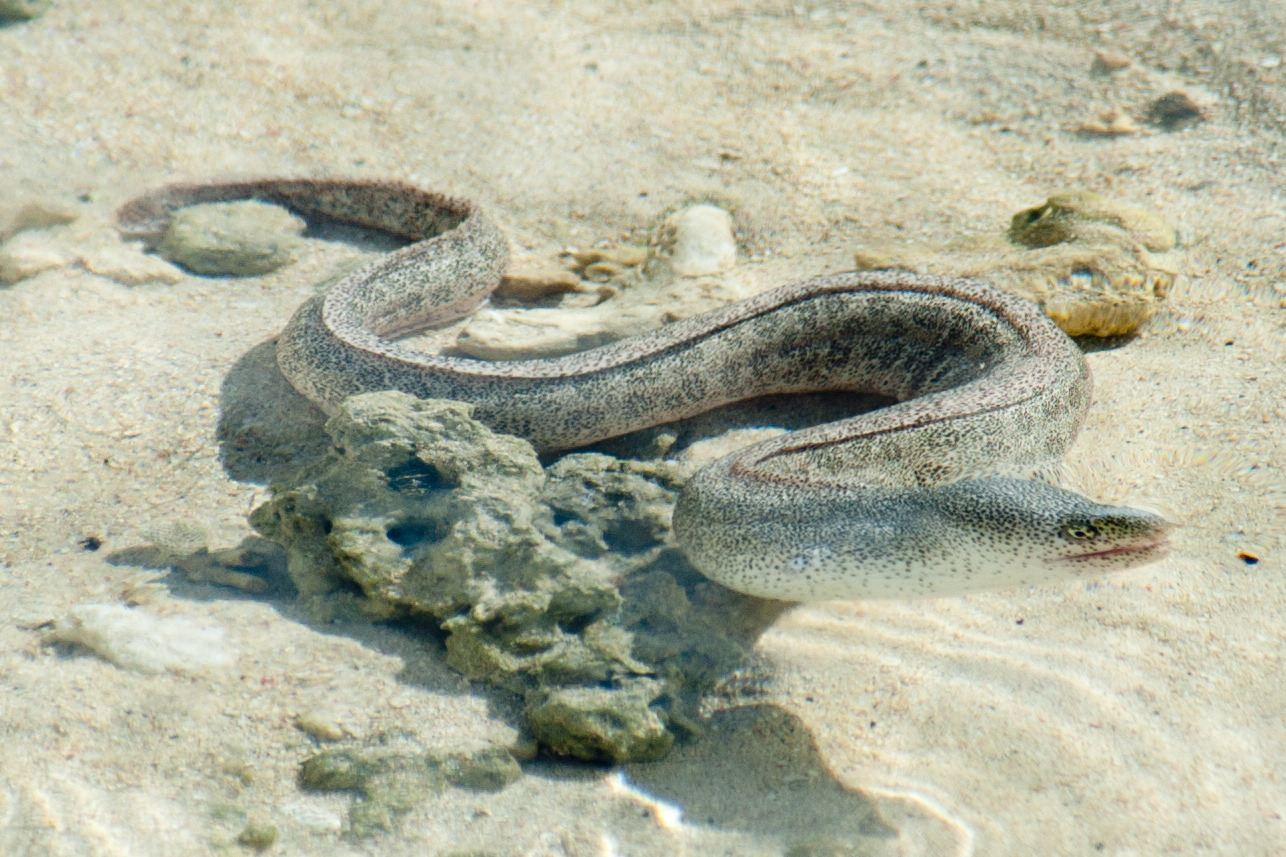
G. pictus vive nelle coste tropicali a profondità molto basse, fino a riva

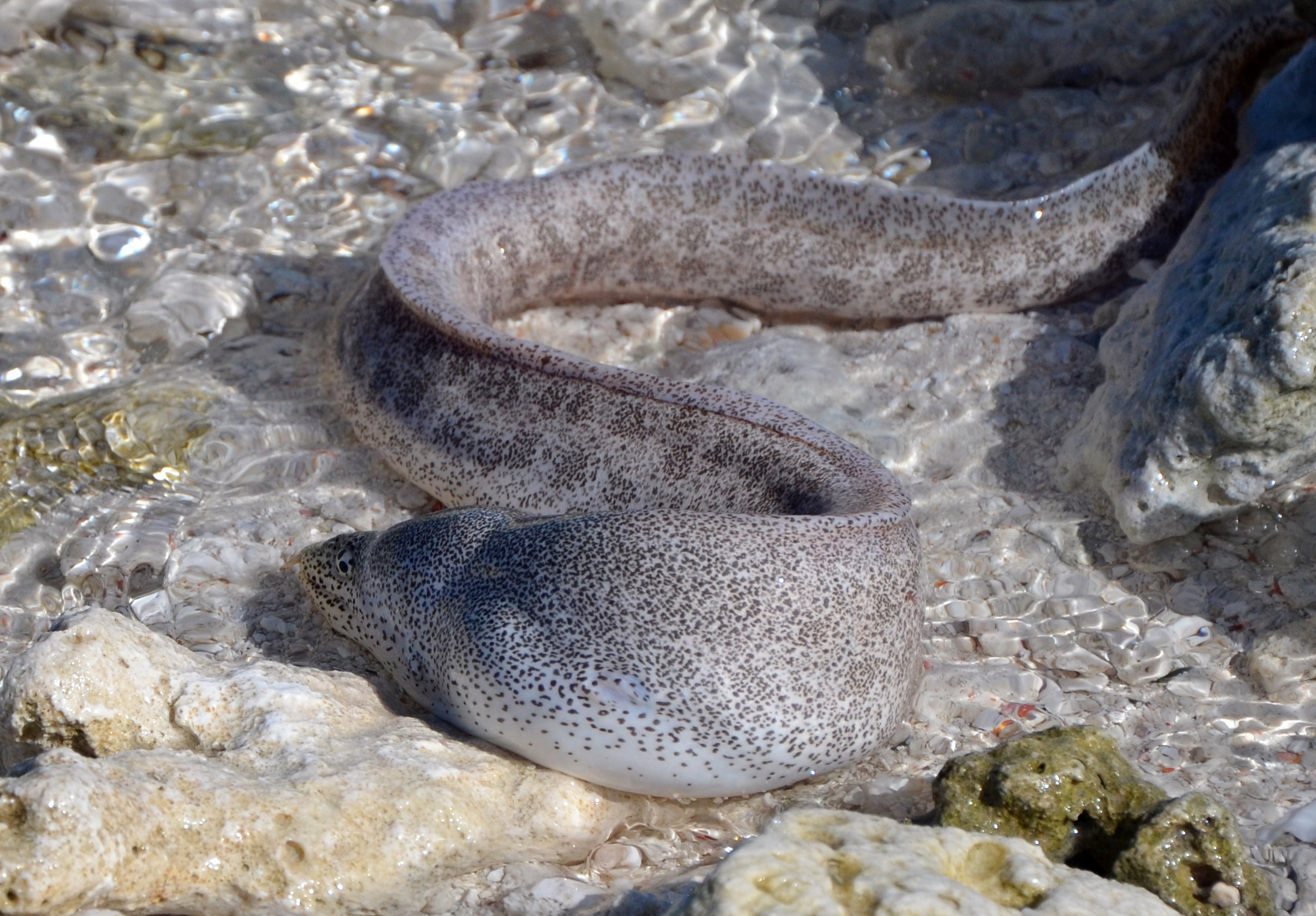
G. pictus ha una notevole capacità di resistenza fuori dall'acqua

Questa murena molto diffusa è specializzata nel resistere molto tempo fuori dall'acqua. Il suo habitat ideale sono le pozze di marea, e G. pictus sfrutta il suo corpo serpentiforme per strisciare da una pozza all'altra, in cerca di prede. Si è notato anche che questa murena è in grado di catturare ed inghiottire i granchi (la sua preda preferita) restando fuori dall'acqua per tutto il tempo della predazione, grazie ad una specializzazione della mascella faringea.

### Comportamento

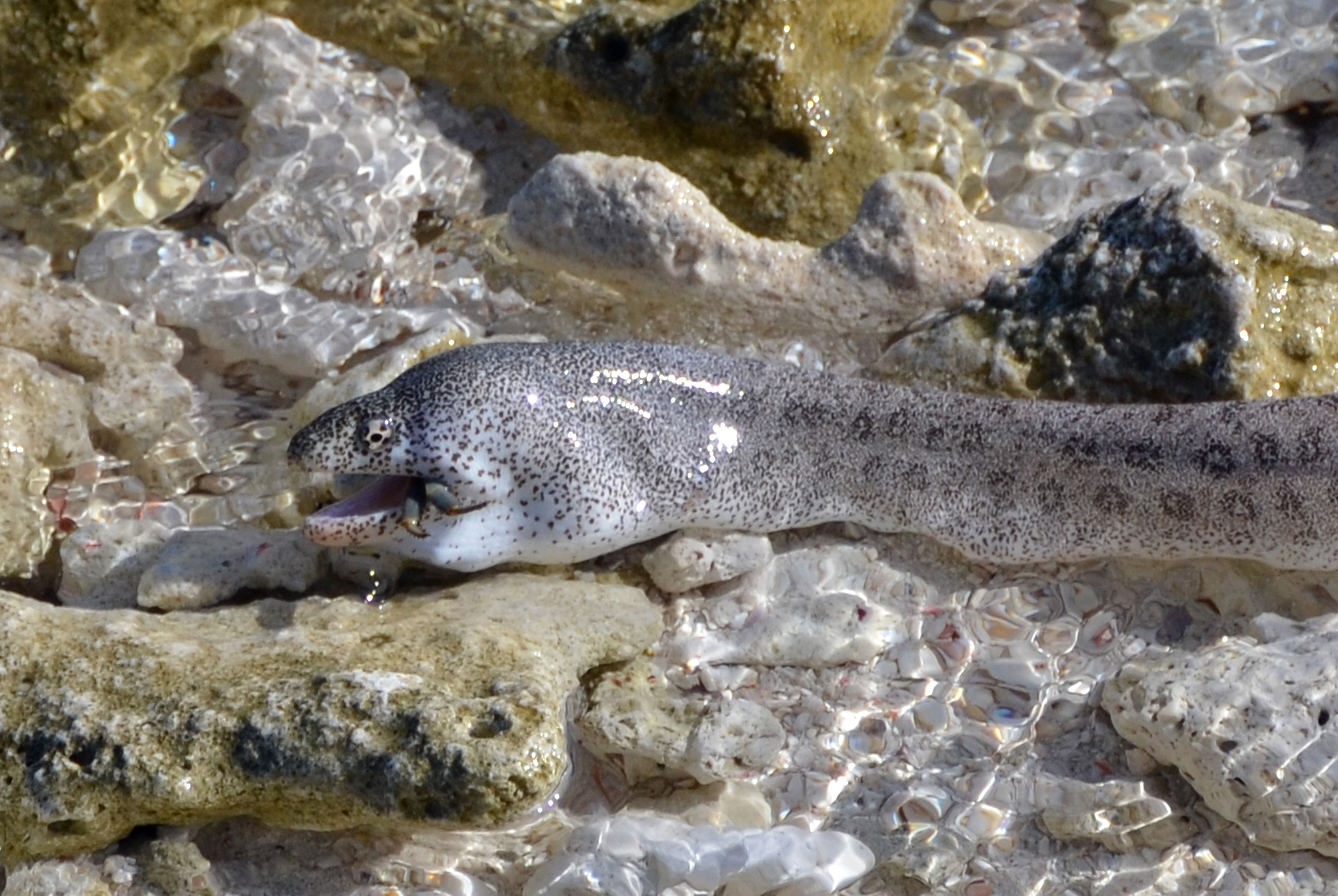
Grazie ad una specializzazione della mascella faringea G. pictus può inghiottire le prede fuori dall'acqua

Può essere predata da squali del reef, come i pinna bianca e i pinna nera, o da murene più grosse. Al contrario di come molti pensano, nessuna specie di murena è velenosa, né tanto meno aggressiva: morde solo se seriamente disturbata. Il rischio è più alto solo quando viene offerto del cibo all'animale. Per questo, la pratica molto usata di cibare le murene in immersione con del pesce morto è sconsigliata: non avendo una vista eccezionale, le murene possono confondere la mano di un sub per un pesce offerto. G. pictus è quindi un pesce molto timido ed è quieto verso l'uomo; inoltre la credenza che sia velenosa non è fondata. L'unico rischio in caso di morso è che la ferita si infetti.

### Alimentazione
Basata sue crostacei, piccoli pesci e molluschi. La sua preda preferita sono i granchi delle pozze rocciose e coralline. Come altre murene, G. pictus è dotata di una "mascella" aggiuntiva nell'esofago allo scopo di inghiottire al meglio prede voluminose (mascella faringea). La mascella faringea di questa specie si è adattata in tal modo da essere perfettamente funzionale anche fuori dall'acqua: capita spesso infatti che G. pictus, tipico abitante delle pozze di marea, insegua la preda fuori dall'acqua, strisciando dagli scogli da una pozza all'altra.